# Nejc Pečovnik
Nejc Pečovnik, slovenski nogometaš, * 6. marec 1992.
Pečovnik je profesionalni nogometaš, ki igra na položaju vezista. Od leta 2023 je član slovenskega kluba Pohorje. Pred tem je igral za slovenski Aluminij ter avstrijska St. Peter im Sulmtal in Rebenland Leutschach. Skupno je v prvi slovenski ligi odigral sedem tekem in dosegel en gol, v drugi slovenski ligi pa 43 tekem in štiri gole. Bil je tudi član slovenske reprezentance do 17, 20 in 21 let.